# Phryneta rufa
Phryneta rufa là một loài bọ cánh cứng trong họ Cerambycidae.